# Spread de signature
 (janvier 2021).
Le spread de signature pour les obligations à taux variable est un écart entre le taux de référence et le coupon payé.
Sur le marché à terme, il s'agit de la combinaison simultanée d'un achat et d'une vente de contrats sur des échéances différentes.
Les spreads sont la base de nombreuses stratégies sur les options.